# Rancho Quemado, Oaxaca
Rancho Quemado är en ort i Mexiko.   Den ligger i kommunen Cuilápam de Guerrero och delstaten Oaxaca, i den sydöstra delen av landet, 400 km sydost om huvudstaden Mexico City. Rancho Quemado ligger 1 618 meter över havet och antalet invånare är 117.
Terrängen runt Rancho Quemado är kuperad åt nordväst, men åt sydost är den platt. Terrängen runt Rancho Quemado sluttar österut. Runt Rancho Quemado är det tätbefolkat, med 570 invånare per kvadratkilometer. Närmaste större samhälle är Oaxaca de Juárez, 9,8 km nordost om Rancho Quemado. I omgivningarna runt Rancho Quemado växer huvudsakligen savannskog.